# Roland Smith (entrepreneur)
Pour les articles homonymes, voir Roland Smith et Smith.
Roland Smith est un exploitant de salles de cinéma et distributeur de films québécois. 
Le gouvernement du Québec affirme que Smith invente l’expression « cinéma de répertoire », en 1963, avant de gérer et de programmer des premières salles de répertoire au Québec. À Montréal : le cinéma Empire, le Verdi, l’Outremont,, le cinéma Ahuntsic, L’Autre Cinéma, le Laurier, et plus récemment, le cinéma du Parc. À l'extérieur de Montréal, il gère le cinéma Festival (Sherbrooke), le Lumière (Trois-Rivières) et le Cartier (Québec). Il travaille également pour les cinémas Famous Players, les vidéo-clubs La Boîte noire et Le SuperClub Vidéotron, et les librairies Renaud-Bray. En 2004, il fonde deux sociétés d’acquisition et de distribution de nouveautés et de films de patrimoine du cinéma québécois, dont Les Films d'aujourd'hui,,,.

## Honneurs
En 2019 il est nommé chevalier par l'Ordre national du Québec, la plus haute distinction décernée par le gouvernement du Québec. Le festival FanTasia remet son prix Denis-Héroux à Smith en 2022. Il est nommé officier de l'Ordre de Montréal en 2023 et compagnon des Arts et des lettres du Québec en 2024,.